# Stegel

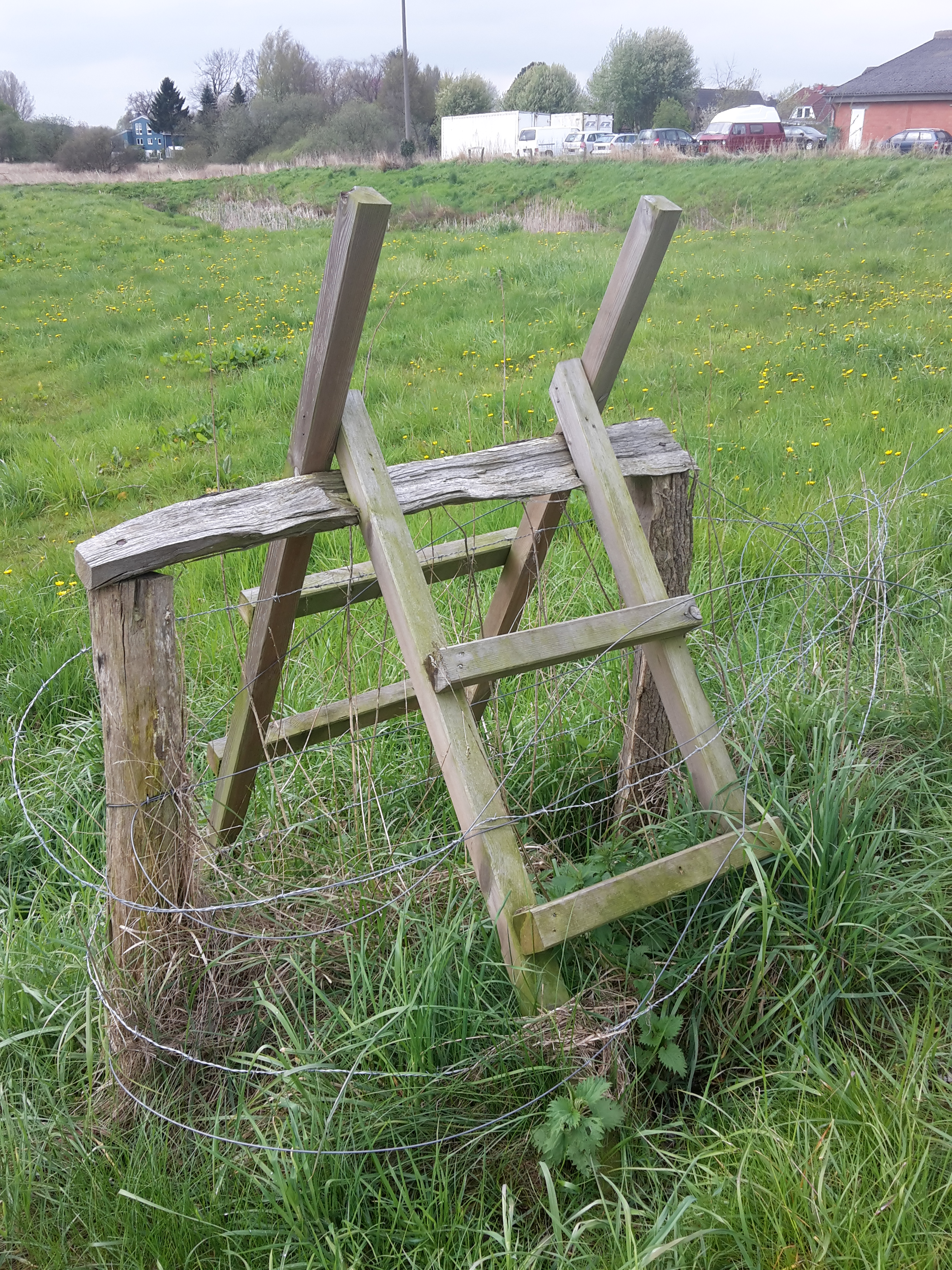
Hölzerner Stegel an der Bünzau in Aukrug

Stegel oder niederdeutsch Steggelsch sind Trittstufen zum Überqueren eines Grabens, eines Zaunes oder einer Wallhecke.
Die Trittstufen aus Stein oder Holz ermöglichten, die für die Viehhaltung errichteten Hindernisse zu überwinden, ohne dass Tiere durch offen gelassene Pforten ausbrechen konnten. In den Hamburger Vier- und Marschlande tragen Wege den Namen Stegel, die von den Deichen aus im rechten Winkel vom Gewässer weg führen.

## Geschichte
Vor dem Ausbau des Straßennetzes und der Nutzung von Pferdewagen und Automobil begingen Menschen viele Strecken zu Fuß und für den Weg ins nächste Dorf, zur Schule oder zur Kirche wurde oft der der direkteste Weg 
quer über die Koppeln genutzt. Als Hindernis auf diesen häufig begangenen Pfaden erwiesen sich Knicks, Gräben und Zäune, die das Vieh zusammenhielten. Die Stelle, die die Menschen zum Übersteigen nutzten, aber für das Vieh unüberwindbar war, nannte man Stegel. Diese bestanden aus einfachen Holzkonstruktionen oder aus einer hochkant gestellten Steinplatte sowie mehreren Trittplatten. Im Laufe der Jahrhunderte verschwanden die Stegel durch die Flurbereinigung oder die Bewirtschaftung der Felder.

## Lüneburger Stegel
Der Lüneburger Stegel ist ein  Sportgerät, das aus zwei Böcken, mehreren Schwebebalken, einer Leiter und einer Rutsche besteht. Er wurde in den 1950er Jahren von Lenchen Kunow und Friedrich Preugschat an der Pädagogischen Hochschule in Lüneburg entwickelt und wird beim Kinderturnen und in der Bewegungserziehung zum Klettern, Turnen, Balancieren, Schwingen, Überspringen oder Durchkriechen eingesetzt.

## Literatur

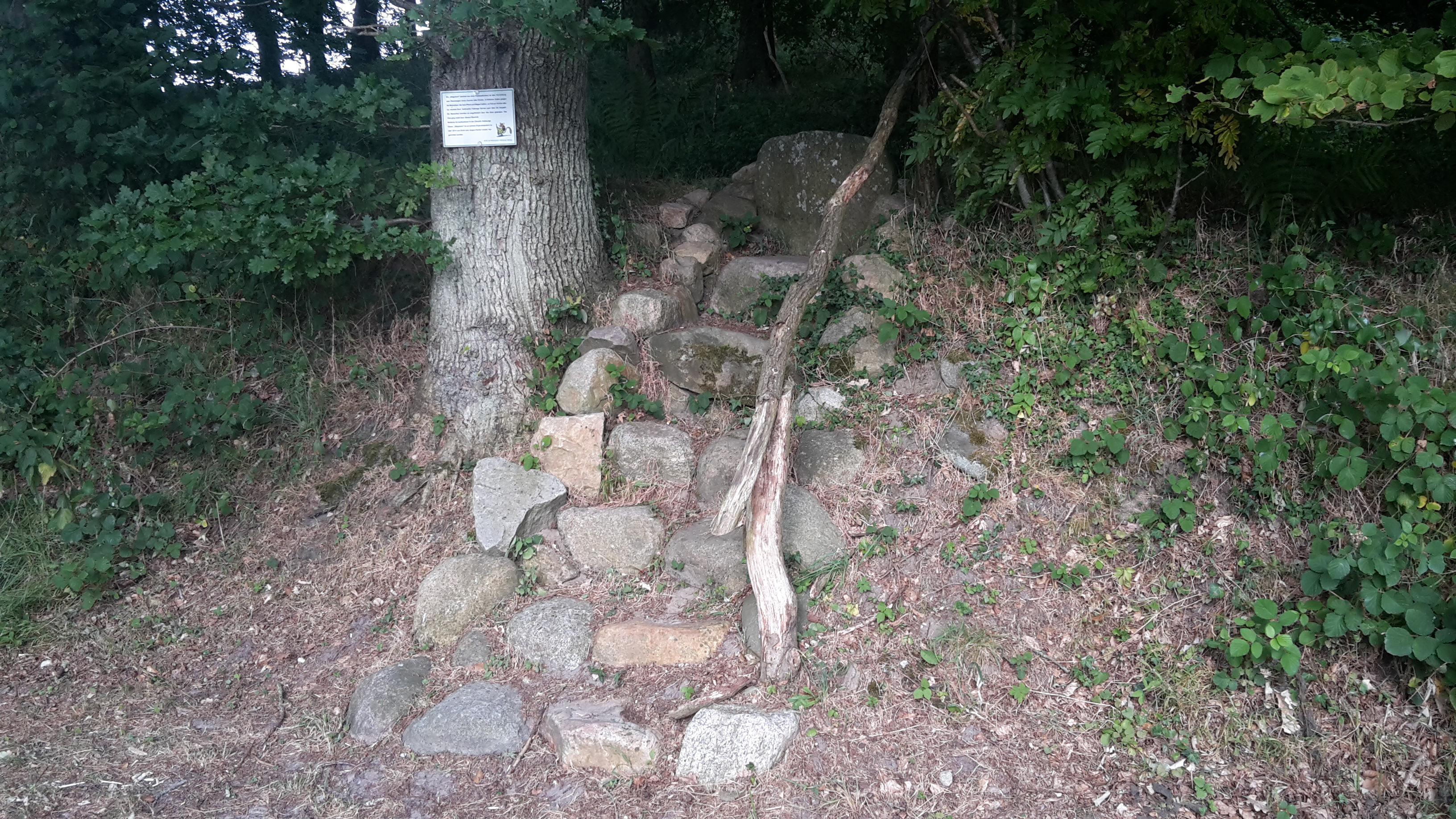
Renovierter Stegel aus Feldsteinen mit Informationstafel in der Nähe des Bistensees